# Potentiel de Buckingham
Le potentiel de Buckingham est un potentiel interatomique pour un milieu gazeux proposé par Richard Buckingham en 1938. Ce potentiel a été par la suite décliné sous forme du potentiel Buckingham-Corner et du potentiel de Buckingham modifié encore appelé potentiel 6-exp.

## Potentiel de Buckingham
Il est défini par le potentiel d'interaction suivant, :
{\displaystyle E=b\mathrm {e} ^{-ar}-{\frac {c}{r^{6}}}-{\frac {d}{r^{8}}}}
où r est la distance entre les atomes ou molécules. Le terme exponentiel correspond à la partie répulsive du potentiel. Les termes en r—6 et r—8 correspondent respectivement aux effets dipolaires et quadrupolaires induits, plus précisément aux effets dipôle induit/dipôle induit et dipôle induit/quadrupôle induit.
Ce potentiel est peu physique car attractif à courte distance car la partie répulsive est inférieure ou égale à b. Il n'a pas été utilisé pour un calcul d'intégrales de collision destiné à obtenir des propriétés de transport.

## Potentiel de Buckingham-Corner
Cette variante du potentiel a été étudiée avec J. Corner. La partie interne du potentiel a été amendée pour pallier la déficience du potentiel original :
{\displaystyle E=\left\{{\begin{array}{ll}b\mathrm {e} ^{-\alpha {\frac {r}{r_{m}}}}-\left({\frac {c}{r^{6}}}+{\frac {d}{r^{8}}}\right)\mathrm {e} ^{-4\left({\frac {r_{m}}{r}}-1\right)^{3}}&\ {\textrm {si}}\ r\leq r_{m}\\b\mathrm {e} ^{-\alpha {\frac {r}{r_{m}}}}-{\frac {c}{r^{6}}}-{\frac {d}{r^{8}}}&\ {\textrm {si}}\ r\geq r_{m}\end{array}}\right.}
avec :
{\displaystyle {\begin{array}{rcl}b&=&\left[-\epsilon +(1+\beta ){\frac {c}{r_{m}^{6}}}\right]\mathrm {e} ^{\alpha }\\c&=&{\frac {\epsilon \alpha r_{m}^{6}}{\alpha (1+\beta )-6-8\beta }}\\d&=&\beta cr_{m}^{2}\end{array}}}
rm correspond à l'énergie minimale, ε la valeur du potentiel en ce point, α ≈ 13,5 règle le terme répulsif et β = d rm—8 / c rm—6 donne le quotient des contributions des termes multipolaires.
Cette expression permet de calculer l'équation d'état du viriel mais reste trop compliquée pour le calcul d'intégrales de collisions.

## Potentiel de Buckingham modifié

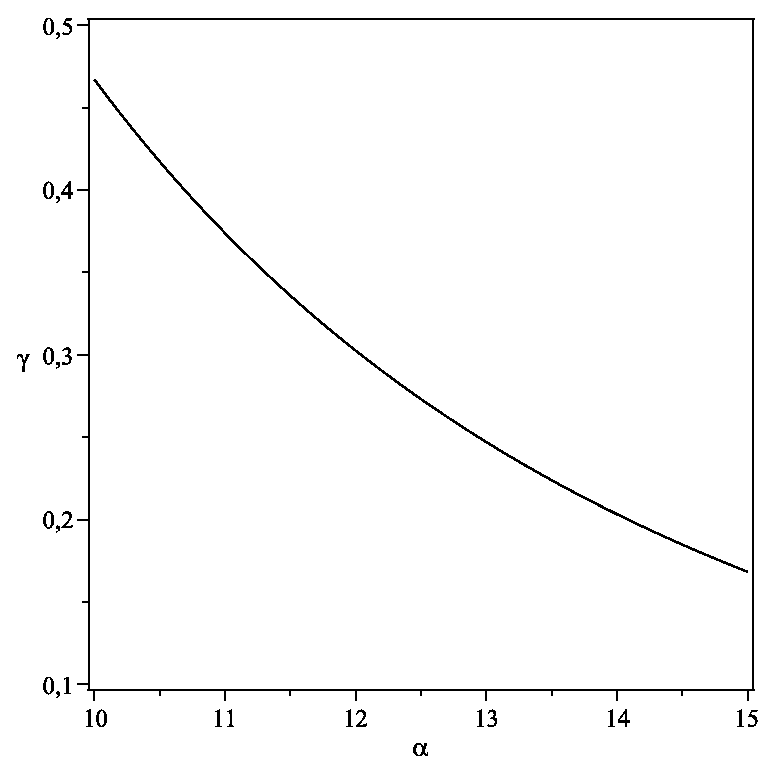
Potentiel de Buckingham : loi donnant

Une expression plus simple et plus facilement utilisable, aussi appelée potentiel 6-exp, s'écrit :
{\displaystyle E=\left\{{\begin{array}{ll}\infty &\ {\textrm {si}}\ r\leq r_{\max }\\{\dfrac {\varepsilon }{1-{\frac {6}{\alpha }}}}\left[{\dfrac {6}{\alpha }}\mathrm {e} ^{\alpha \left(1-{\frac {r}{r_{m}}}\right)}-\left({\dfrac {r}{r_{m}}}\right)^{6}\right]&\ {\textrm {si}}\ r\geq r_{\max }\end{array}}\right.}
où rmax est donné par l'équation transcendante (voir courbe ci-contre):
{\displaystyle \gamma ^{7}\mathrm {e} ^{\alpha \left(1-\gamma \right)}=1\,,\quad \gamma ={\frac {r_{\max }}{r_{m}}}}
Il s'agit donc d'un potentiel comportant trois paramètres libres ε, rm, α. Il apporte donc un degré de liberté de réglage par rapport au potentiel de Lennard-Jones avec lequel il a de fortes similitudes. Il ne comporte pas de terme en r—8 mais ce terme peut cependant être représenté moyennant une faible variation de α. La partie répulsive est du type sphères élastiques infiniment dures.
Ce potentiel a été utilisé pour le calcul des équations d'état et celui d'intégrales de collision.